# Історичний процес
Історичний процес  — зміна суспільних подій, пов'язаних між собою прямими або опосередкованими причинно-наслідковими зв'язками. Людська свідомість сприймає розподілену в часі зміну подій у ретроспективі та перспективі як ходу історії.
І.п. має свою динаміку. У добу революційних потрясінь хода історії прискорюється. Але бувають епохи, коли, як здається людям, в суспільному житті не відбувається жодних істотних змін. Перші спроби розібратися в динаміці історичних подій були зроблені у стародавні часи. Найбільшого поширення набули тоді уявлення про плин людського життя як про віддалення від колишньої «золотої доби».
Прагнучи знайти в суспільних змінах певні закономірності й смисл, мислителі античності розробили, зокрема, концепцію історичного кругообігу (за аналогією з явищами кругообігу в природі). На їхню думку, життя людства мало рухатися по замкненому колу, від упадку до розквіту і навпаки.
У середньовічній Європі утвердилося провіденційне (див. Провіденціалізм) розуміння сенсу І.п. Тогочасні мислителі вважали, що І.п. відбувається відповідно до Божого провидіння.
У Просвітництва добу було «подолано» міфологізм і провіденційність. У працях переважної більшості мислителів 18 ст. загальна тенденція суспільних змін у минулому розцінювалася позитивно, і цей позитив екстраполювався на баланс майбутніх змін.
Оптимістичний погляд на І.п. протримався півтора століття. Його не змогли похитнути ні Перша світова війна, ні Велика депресія 1929—33, ні Друга світова війна. Крах нацистського «нового порядку» тлумачився багатьма істориками Заходу як підтвердження обнадійливого прогнозу їх попередників про позитивну спрямованість І.п. Навіть у 60-ті рр. 20 ст. чимало видатних письменників і науковців висловлювали думки, які ґрунтувалися на вірі в історичний прогрес.
Нині більшість суспільствознавців схильні вважати, що поняття «прогрес» як таке, що засноване на припущенні, нібито сучасний стан людського життя має якісні переваги над минулим, зумовлює нерозуміння того, що відбувається насправді. «Якщо історик, — зауважує Дж. Тош, — заходить надто далеко у прагненні продемонструвати прогресивність розвитку, він негайно вступає в конфлікт зі своїм професійним обов'язком відтворювати минуле зсередини».